# Regla del producte triple
La regla del producte triple, coneguda també com la regla de la cadena cíclica, relació cíclica o regla de la cadena d'Euler, és una fórmula que relaciona les derivades parcials de tres variables independents. La regla té aplicacions a termodinàmica, on sovint les tres variables es poden relacionar amb una funció de la forma f(x, y, z) = 0, així cada variable ve donada per una funció implicita de les altres dues. Per exemple l'equació d'estat d'un fluid relaciona la temperatura, la pressió i la densitat. La regla del producte triple per a variables x, y, and z interrelacionades entre elles d'aquesta forma, s'obté emprant la relació entre la funció inversa i la derivada amb el resultat del teorema de la funció implícita per a dues variables i diu:
{\displaystyle \left({\frac {\partial x}{\partial y}}\right)_{z}\left({\frac {\partial y}{\partial z}}\right)_{x}\left({\frac {\partial z}{\partial x}}\right)_{y}=-1}.
Nota: La tercera variable és considerada una funció implícita de les altres dues.
Aquí els subíndex indiquen quines variables es mantenen constants al calcular les derivades parcials. És a dir, per a obtenir explícitament la derivada parcial de x respecte de y amb z constant, s'ha d'escriure x com a funció de y i z i calcular la derivada parcial d'aquesta funció únicament respecte de y.
L'avantatge de la regla del producte triple és que reordenant els termes, es pot obtenir un nombre d'identitats que permeten que derivades parcials que són difícils d'avaluar analíticament, de mesurar experimentalment, o d'integrar; es puguin substituir per quocients de derivades parcials amb les quals és més fàcil treballar-hi. Per exemple,
{\displaystyle \left({\frac {\partial x}{\partial y}}\right)_{z}=-{\frac {\left({\frac {\partial z}{\partial y}}\right)_{x}}{\left({\frac {\partial z}{\partial x}}\right)_{y}}}}
A la literatura es presenten diverses formes més que es poden obtenir a base de permutar les variables {x, y, z}.

## Demostració
Tot seguit es dona una demostració informal. Suposeu que f(x, y, z) = 0. S'escriu z com a funció de x i de y. Així la derivada total dz és
{\displaystyle dz=\left({\frac {\partial z}{\partial x}}\right)_{y}dx+\left({\frac {\partial z}{\partial y}}\right)_{x}dy}
Suposeu que es mou al llarg de la corba amb dz = 0, on la corba està parametritzada per x. Per tant, y es pot escriure en termes de x, així en aquesta corba
{\displaystyle dy=\left({\frac {\partial y}{\partial x}}\right)_{z}dx}
Per tant, l'equació per a dz = 0 esdevé
{\displaystyle 0=\left({\frac {\partial z}{\partial x}}\right)_{y}dx+\left({\frac {\partial z}{\partial y}}\right)_{x}\left({\frac {\partial y}{\partial x}}\right)_{z}dx}
Dividint entre dx i reordenant els termes dona
{\displaystyle \left({\frac {\partial z}{\partial x}}\right)_{y}=-\left({\frac {\partial z}{\partial y}}\right)_{x}\left({\frac {\partial y}{\partial x}}\right)_{z}}
Dividint per les derivades del cantó dret s'obté la regla del producte triple
{\displaystyle \left({\frac {\partial x}{\partial y}}\right)_{z}\left({\frac {\partial y}{\partial z}}\right)_{x}\left({\frac {\partial z}{\partial x}}\right)_{y}=-1}
Fixeu-vos que aquesta demostració fa moltes suposicions implícites referents a l'existència de derivades parcials, l'existència de la derivada total dz, la possibilitat de construir una corba en algun entorn amb dz = 0, i que les derivades i les seves inverses tinguin valors diferents de zero. Una demostració formal ha d'eliminar aquestes ambigüitats potencials i zones grises.